# ناتسودایداین
ناتسودایداین (به انگلیسی: Natsudaidain) با فرمول شیمیایی C21H22O9 یک ترکیب شیمیایی است. که جرم مولی آن ۴۱۸٫۳۹ گرم بر مول می‌باشد. 